# La Mariée du dimanche
Pour plus de détails, voir Fiche technique et Distribution.
La Mariée du dimanche (June Bride) est un film américain réalisé par Bretaigne Windust, sorti en 1948.

## Fiche technique
- Titre : La Mariée du dimanche
- Titre original : June Bride
- Réalisation : Bretaigne Windust
- Scénario : Ranald MacDougall d'après la pièce Feature for June de Graeme Lorimer et Eileen Tighe
- Direction artistique : Anton Grot
- Décors : William Wallace
- Costumes : Edith Head
- Maquillage : Perc Westmore
- Photographie : Ted D. McCord
- Montage : Owen Marks
- Musique : David Buttolph
- Production : 
  - Producteur : Henry Blanke
  - Producteur exécutif : Jack L. Warner
- Société(s) de production : Warner Bros. Pictures
- Société(s) de distribution : Warner Bros. Pictures
- Pays d'origine :  États-Unis
- Année : 1948
- Langue originale : anglais
- Format : noir et blanc – 35 mm – 1,37:1 – mono (RCA Sound System)
- Genre : comédie
- Durée : 96 minutes
- Dates de sortie : 
  -  États-Unis : 29 octobre 1948
  -  France : 19 octobre 1949

## Distribution
- Bette Davis : Linda Gilman
- Robert Montgomery : Carey Jackson
- Fay Bainter : Paula Winthrop
- Betty Lynn : Barbara 'Boo' Brinker
- Tom Tully : M. Whitman Brinker
- Barbara Bates : Jeanne Brinker
- Jerome Cowan : Carleton Towne
- Mary Wickes : Rosemary McNally
- James Burke : Luke Potter
- Raymond Roe : Bud Mitchell
- Marjorie Bennett : Mme Nellie Brinker
- Ray Montgomery : Jim Mitchell
- George O'Hanlon : Scott Davis

Actrices non créditées
- Esther Howard : Mme Mitchell
- Debbie Reynolds : Une amie de Boo au mariage
- Mary Stuart : Une hôtesse dans l'avion